# Martin Baran
Martin Baran (Prešov, 3 gennaio 1988) è un calciatore slovacco, centrocampista dello Template:Calcio Slovan Kendice.

## Carriera
Ha giocato nella massima serie dei campionati slovacco, turco e polacco.

## Palmarès

### Club

#### Competizioni nazionali
- 2. Liga: 1

Tatran Prešov: 2007-2008